# 雷獣 (YouTuber)
雷獣（らいじゅう）は、灘中学校・高等学校の卒業生によるYouTuberグループ。メンバーはベテランち、今井チャンネル、かべ、永遠。2020年よりYouTubeへの動画投稿を中心とした活動を開始。YouTubeチャンネルとして、メインチャンネルの「雷獣」、サブチャンネルの「雷獣サブ」、及び各メンバーの個人チャンネルが存在する。

## 概要
ベテランち、今井チャンネルが、それぞれの個人チャンネルに動画を投稿していたのを見たかべが、2人に声をかけ発足。3人の同級生と、1つ下の後輩の永遠の4名で主に運営している。
高学歴をフックに、賢さと面白さが両立したトークを展開する動画を得意としている。入試早押しクイズや、灘校時代の思い出エピソードトーク、テーマを設けた大喜利企画などを中心に動画を投稿。中でも、幼少期から中学受験を経て大学受験をするまでのグラフを書き、自らの神童エピソードを交えながら人生を紹介する「人生グラフ」企画は、子どもが中学受験を控える親世代の間でも話題となる。
2022年からはオフラインイベントも精力的に行っており、メンバーのみで行うトークライブを軸に、プロゲストを呼んでの『雷獣寄席』や『雷獣大喜利』、『チーム雷獣M-1対策ライブ』といったお笑いライブも主催している。
サブチャンネルでは、ラジオ「雷獣の音侍(おとざむらい)」を毎週月曜18時頃に公開中。
動画は30分以上のものが多く、更新は不定期。
2025年3月より、雑誌『STORY』にて『雷獣「”中受„は人生の勉強である!」』を連載中。

## 来歴
2020年（令和2年）
- 1月12日、アルティメットレクリエーションフェスティバル予選に、かべは自身のコンビ、ベテランち、永遠は「雷獣」の「雷獣A」として出場。
- 8月25日、YouTubeにメインチャンネル「雷獣」を開設。
- 9月18日、初の動画を投稿。かべがTwitterを開始。
- 9月23日、東大王100回記念生放送3時間SP「東大王vs全国の視聴者」に、web予選3119人の中から勝ち上がったベテランち、かべ、今井チャンネルが、一般視聴者200人としてリモート出演。ベテランち、今井チャンネルは1stステージ敗退。かべは3rdステージ進出。
- 10月4日、メインチャンネルの登録者数が1万人を突破。
- 11月10日、株式会社Minedから初の企業案件を受ける。「Connecta(コネクタ)」という、インフルエンサーから個人に向けたメッセージ動画が貰えるサービスの第1弾として、ベテランち、今井チャンネル、かべが視聴者からの動画リクエストを期間限定で募集した。

2021年（令和3年）
- 9月25日、メインチャンネル及びTwitterの新アイコンを視聴者より募集。
- 10月21日、ベテランちがアウト×デラックスに出演。
- 12月17日、芸人雑誌 vol.5に動画が掲載。ベテランち、かべが『公開収録LIVE 深夜に大喜る人たち LOFT9 Shibuya』に出演。
- 12月22日、メインチャンネルの登録者が3万人に達するまで生配信を予定するも、ライブ配信が有効になっておらず、ベテランちサブでの配信となる。
- 12月23日、永遠が新メンバーとして加入。
- 12月29日、永遠がTwitterを開始。

2022年（令和4年）
- 2月9日、TikTokに初投稿。
- 4月5日、ベテランちが『大喜る人たちseason21〜くしぎり〜』に出演。
- 5月6日、メインチャンネルにSuper Thanksが実装。
- 5月24日、チケットが開始10分で完売となった初のオフラインイベント、雷獣チャンネル第1回トークライブ『雷のように近く、獣のように遠い』を開催。
- 6月2日、「登録者5万人達成記念配信」をするも、配信中に達成ならず。視聴者より募集していた新アイコンのお披露目と、雷獣チャンネル第2回トークライブ『汚すために洗う／燥ぐために燃やす』の告知を行う。
- 6月5日、現在のアイコンに移行。
- 8月14日、サブチャンネル「雷獣サブ」を開設。
- 8月22日、雷獣サブにてラジオ「雷獣の音侍」を開始。
- 9月9日、ベテランち、かべ、永遠が令和ロマンの公式YouTubeチャンネル「official令和ロマン【公式】」にゲスト出演。芸人雑誌 vol.7に、かべとリンドバーグ舛谷による漫才「オーケストラ」の動画が掲載。
- 9月17日、雷獣チャンネル第2回トークライブ 神戸公演『汚すために洗う』開催。
- 9月18日、ベテランち、かべがトマホークの公式チャンネル「トマホーク Tomahawk」にゲスト出演。
- 9月20日、かべ、永遠が『公開収録LIVE 大喜る人たち 秋の大喜利祭り！in 方南会館』に出演。
- 9月26日、雷獣チャンネル第2回トークライブ 東京公演『燥ぐために燃やす』開催。
- 11月5日、ベテランち、かべ、永遠が『キッスエンドラン×無尽蔵ツーマンライブ"∩"(かつ)』に出演。
- 11月14日、雷獣サブのチャンネル登録者数が1万人を突破。
- 11月20日、ベテランち、かべが「"マーダーミステリー×バラエティ"『マーダーマーダー』〜踊る貴婦人〜」に出演。
- 11月27日、ベテランち、かべ、永遠が「バキ童チャンネル【ぐんぴぃ】」にゲスト出演。
- 12月19日、雷獣サブにて雷獣の音侍特別編「雷獣の恋侍」を開始。
- 12月20日、初のラジオ公開収録となる『雷獣の音侍 #20「公開収録～2022年総決算侍～」』を開催。

2023年（令和5年）
- 1月2日、「雷獣の音侍」内のコーナーが一新。
- 1月5日、Quick Japan vol.164に、かべが参加した座談会記事が掲載。
- 1月14日、ベテランち、かべが第5回『AUN～コンビ大喜利王決定戦～』の予選『AUN〜深呼吸〜』に出演。
- 1月20日、視聴者から問題を募集した「雷獣クイズ大会」で永遠が優勝。
- 1月22日、かべが終わった人のトークライブ『終わった人　第0回トークライブ 〜スベったら２度とやりません〜』にMCとして出演 。
- 3月4日、雷獣チャンネル第3回トークライブ 神戸公演『がんばる闇』開催。
- 3月5日、ベテランち、かべ、永遠が「公開収録LIVE 大喜る人たち カリー」に出演。
- 3月11日、雷獣チャンネル第3回トークライブ 東京公演『だらける光』開催。
- 3月21日、ベテランちがトマホークのトークライブ『トマホーク軍団・第一回トークイベント』にMCとして出演 。
- 6月9日 - 11日、『描く・作る・撮る・笑う ～お笑い×アートで何ができる？～』にて、第3回トークライブのオープニング映像が展示される。
- 7月1日、第1回ナツ・ミート単独ライブ『ぐしゃぐしゃの砂とメンヘラの蟹』開催。ベテランち、かべ、永遠がAマッソの公式YouTubeチャンネル「Aマッソ公式チャンネル」にゲスト出演。
- 7月3日、インターネットラジオ「雷獣のGERA NEXT」の配信が開始。
- 7月10日、「雷獣のGERA NEXT」がGERA内の人気番組ランキングで10位を獲得。
- 8月4日、ベテランち、かべ、永遠が終わった人の公式YouTubeチャンネル「終わった人」にゲスト出演。
- 8月12日、雷獣チャンネル第4回トークライブ 東京公演『アイアンガム』開催。
- 8月19日、雷獣チャンネル第4回トークライブ 神戸公演『コットングミ』開催。
- 9月6日、かべの漫才コンビ、キッスエンドランがM-1グランプリ1回戦を突破。ナイスアマチュア賞を獲得。
- 10月14日、『【緊急】キッスエンドランM-1グランプリ3回戦進出対策ライブ』開催。
- 10月28日、『雷獣大喜利』開催。
- 10月30日、メインチャンネルの登録者数が10万人を突破。
- 12月2日、かべがオールナイトフジコに出演。
- 12月6日、初の急上昇入り。

2024年（令和6年）
- 1月22日、「雷獣の音侍」に映像が実装。
- 2月3日、『雷獣寄席』開催。
- 2月12日、OPENREC.tvにて有料メンバーシップを開始。
- 2月25日、永遠が東大数学の入試問題を的中させる。
- 2月28日、ベテランち、かべ、永遠がSUSURUの公式YouTubeチャンネル「SUSURU TV.」にゲスト出演。
- 3月16日、雷獣チャンネル第5回トークライブ 東京公演『たびのきおく』開催。
- 3月22日、ベテランち、かべ、永遠がスーパーJチャンネルに出演。かべのコメントが「客」として放送。
- 3月23日、雷獣チャンネル第5回トークライブ 神戸公演『ゆめのきろく』開催。
- 3月26日、ベテランち、かべ、永遠がいだちゃんねるの公式YouTubeチャンネル「いだちゃんねる」にゲスト出演。
- 4月12日、メインチャンネルの登録者数が15万人を突破。
- 7月6日、『チーム雷獣M-1一回戦対策ライブ』開催。
- 7月18日、ベテランち、かべが灘の後輩ボルケーノのYouTubeチャンネル「ボルケーノ」にゲスト出演。
- 7月21日、『雷獣寄席Ⅱ』開催。
- 7月26日、ナツ・ミート作の小説『終わりなき日常の、終わりの始まりの終わり』の販売を開始。
- 8月7日、メインチャンネルの登録者数が20万人を突破。
- 8月17日、雷獣のイベントやグッズ等における、お問い合わせ窓口となるTwitterを開設。
- 8月24日、『雷獣王』開催。ベテランちが優勝し、初代雷獣王となる。
- 9月13日、ベテランち、かべがwakatteTVの公式YouTubeチャンネル「wakatte.tv」にゲスト出演。
- 10月1日、STORY11月号にベテランち、かべ、永遠の特集インタビュー記事が掲載。
- 10月3日、ベテランちがAマッソ 加納の公式YouTubeチャンネル「Aマッソ加納のキウイチャンネル」にゲスト出演。
- 10月12日、『雷獣デュエマクラシック05オフ会』開催。
- 10月13日、『キッスエンドランM-1グランプリ3回戦進出対策ライブ2024』開催。
- 12月1日、雷獣チャンネル第6回トークライブ 東京公演『THUNDER』開催。
- 12月8日、雷獣チャンネル第6回トークライブ 大阪公演『ANIMAL』開催。
- 12月24日、かべがAマッソの公式YouTubeチャンネル「Aマッソ公式チャンネル」にゲスト出演。
- 12月28日、『雷獣寄席Ⅲ』開催。

2025年（令和7年）
- 1月16日、メインチャンネルの登録者数が25万人を突破。
- 2月25日、ベテランちがABEMA Primeに出演。
- 3月1日、STORY4月号より『雷獣「”中受„は人生の勉強である!」』の連載を開始。
- 3月5日、ベテランち、かべ、永遠がand moreの公式YouTubeチャンネル「and more / アンドモア」にゲスト出演。
- 3月14日、21日、ベテランちがJ-WAVE『Samsung SSD CREATOR'S NOTE』に出演 。
- 3月22日、雷獣チャンネル第7回トークライブ 東京公演『Forever』開催。
- 3月27日、ベテランち、かべ、ナツ・ミートが雑誌『STORY』の公式YouTubeチャンネル「雑誌STORY公式チャンネル」に出演。
- 3月28日、雷獣チャンネル第7回トークライブ 大阪公演『Eternity』開催。
- 3月29日、川上拓朗が新メンバーとして加入。
- 3月31日、永遠が卒業。
- 4月2日、かべが個人チャンネルを開設。
- 4月15日、『︎週刊エコノミスト Online』『サンデー毎日』にベテランち、かべのインタビュー記事が掲載。
- 4月25日、ベテランちが『キャンパスチューン　トンツカタン森本×ダウ90000吉原×ベテランちによるトークライブ！』に出演。
- 7月5日、アイデア官僚が正式に加入。急上昇8位を記録。メインチャンネルの登録者数が30万人を突破。
- 7月6日、『キッスエンドラン解散ライブ』開催。かべとアイデア官僚の漫才コンビ、キッスエンドランが解散。Instagramを開設。
- 7月16日、駒井が加入。
- 7月17日、全国5都市を回る『︎Raiju Japan Tour 2025』の開催を発表。。
- 7月27日、ベテランち、かべが『︎べてちょ 〜あたしを彼女にしたいなら〜』に出演。
- 8月11日、ベテランちが『︎東京2〜東京1、もうよくないですか？〜』に出演。
- 8月17日、雷獣チャンネル第8回トークライブ 全国ツアー 大阪公演『︎Raiju Japan Tour 2025 HEAR（大阪）』開催。

## メンバー
| 名前           | 本名    | 生年月日              | テロップカラー | 担当                   |
| -------------- | ------- | --------------------- | -------------- | ---------------------- |
| ベテランち     | 青松 輝 | 1998年3月15日（27歳） | 青             | 出演、企画、サムネイル |
| 今井チャンネル | 非公表  | 1997年4月19日（28歳） | 赤             | 出演、企画             |
| かべ           | 非公表  | 1998年1月19日（27歳） | 緑             | 出演、企画、編集       |
| 永遠           | 非公表  | 1998年7月22日（27歳） | 橙             | 出演、企画、編集       |

メンバー以外にも、同級生で友人のアイデア官僚、先輩である川上拓朗、ナツ・ミートや、しがない数学徒、ネギといった後輩、加藤清五郎など灘校の在校生、かべの元相方で友人でもある終わった人、ヨビノリたくみ、令和ロマンの髙比良くるま、風穴あけるズの飛び出せっ!安藤っ!、ダウ90000の吉原怜那、たむらかえといったYouTuberやお笑い芸人等も出演。また、サブチャンネルや生配信では、ふじもと🎀やThe 3EEといった裏方スタッフも度々出演している。

## 出演

### テレビ番組
- 東大王（2020年9月23日、TBSテレビ）[10] - ベテランち、今井チャンネル、かべ
- アウト×デラックス（2021年10月21日、フジテレビ）[15] - ベテランち
- オールナイトフジコ（2023年12月2日、フジテレビ）[63] - かべ

### WEB番組
- ABEMA Prime（2025年2月25日、AbemaTV）[93] - ベテランち

### インターネットラジオ
- 雷獣のGERA NEXT[54]（GERA放送局、2023年7月3日 ・10日・17日・24日）- ベテランち、かべ、永遠

### ラジオ
- Samsung SSD CREATOR'S NOTE[95][96]（J-WAVE、2025年3月14日・22日）- ベテランち

### イベント
- アルティメットレクリエーションフェスティバル（2020年1月12日、方南会館）[5] - ベテランち、かべ、永遠
- 公開収録LIVE 深夜に大喜る人たち LOFT9 Shibuya（2021年12月17日、方南会館）[17] - ベテランち、かべ
- 雷獣チャンネル第1回トークライブ 雷のように近く、獣のように遠い（2022年3月27日、方南会館）[25] - ベテランち、かべ、永遠
- 大喜る人たちseason21〜くしぎり〜（2022年4月5日、新宿バティオス）[22] - ベテランち
- 雷獣チャンネル第2回トークライブ 汚すために洗う／燥ぐために燃やす - ベテランち、かべ、永遠
  - 汚すために洗う（2022年9月18日、神戸市立灘区民ホール）[32] - ホチ、新生雷獣
  - 燥ぐために燃やす（2022年9月26日、西荻地域区民センター）[35]
- 公開収録LIVE 大喜る人たち 秋の大喜利祭り！in 方南会館（2022年9月20日、方南会館）[34] - かべ、永遠
- キッスエンドラン×無尽蔵ツーマンライブ"∩"（2022年11月5日、阿佐ヶ谷アートスペースプロット）[36] - ベテランち、かべ、永遠
- "マーダーミステリー×バラエティ"『マーダーマーダー』〜踊る貴婦人〜（2022年11月20日、北沢タウンホール）[38] - ベテランち、かべ
- 雷獣の音侍 #20「公開収録～2022年総決算侍～」（2022年12月20日、方南会館）[41] - ベテランち、かべ、永遠
- AUN〜深呼吸〜（2023年1月14日、草月ホール）[44] - ベテランち、かべ
- 終わった人　第0回トークライブ 〜スベったら２度とやりません〜（2023年1月22日、阿佐ヶ谷ロフトA）[46] - かべ
- 雷獣チャンネル第3回トークライブ がんばる闇／だらける光 - ベテランち、かべ、永遠
  - がんばる闇（2023年3月4日、神戸市立灘区民ホール）[47] - ナツ・ミート
  - だらける光（2023年3月11日、西荻地域区民センター）[49] - 今井チャンネル
- 公開収録LIVE 大喜る人たち カリー（2023年3月5日、新宿バティオス）[48] - ベテランち、かべ、永遠
- トマホーク軍団・第一回トークイベント（2023年3月21日、西荻地域区民センター）[50] - ベテランち
- 描く・作る・撮る・笑う ～お笑い×アートで何ができる？～（2023年6月9日 - 11日、ギャラリーSIACCA）[51]
- 第1回ナツ・ミート単独ライブ ぐしゃぐしゃの砂とメンヘラの蟹（2023年7月1日、西荻地域区民センター）[52] - ベテランち、かべ、永遠、ナツ・ミート
- 雷獣チャンネル第4回トークライブ アイアンガム／コットングミ - ベテランち、かべ、永遠
  - アイアンガム（2023年8月12日、西荻地域区民センター）[57]
  - コットングミ（2023年8月19日、神戸市立灘区民ホール）[58] - ホチ
- 【緊急】キッスエンドランM-1グランプリ3回戦進出対策ライブ（2023年10月14日、武蔵野芸能劇場）[60] - ベテランち、かべ、永遠
- 雷獣大喜利（2023年10月28日、西荻地域区民センター）[61] - ベテランち、かべ、永遠
- 雷獣寄席（2024年2月3日、西荻地域区民センター）[66] - ベテランち、かべ、永遠
- 雷獣チャンネル第5回トークライブ たびのきおく／ゆめのきろく - ベテランち、かべ、永遠
  - たびのきおく（2024年3月16日、西荻地域区民センター）[71]
  - ゆめのきろく（2024年3月23日、神戸市立灘区民ホール）[73]
- チーム雷獣M-1一回戦対策ライブ（2024年7月6日、西荻地域区民ホール）[76] - ベテランち、かべ、永遠
- 雷獣寄席II（2024年7月21日、なかのZERO小ホール）[78] - ベテランち、かべ、永遠
- 雷獣王（2024年8月24日、西荻地域区民センター）[82] - ベテランち、かべ、永遠、ナツ・ミート
- 雷獣デュエマクラシック05オフ会（2024年10月12日、RIVERLD水道橋A）[85] - ベテランち
- キッスエンドランM-1グランプリ3回戦進出対策ライブ2024（2024年10月13日、四谷区民ホール）[86] - ベテランち、かべ、永遠
- 雷獣チャンネル第6回トークライブ THUNDER／ANIMAL - ベテランち、かべ、永遠
  - THUNDER（2024年12月1日、なかのZERO小ホール）[87] - ナツ・ミート
  - ANIMAL（2024年12月8日、守口文化センターエナジーホール）[88]
- 雷獣寄席III（2024年12月28日、なかのZERO小ホール）[90] - ベテランち、かべ、永遠
- 雷獣チャンネル第7回トークライブ Forever／Eternity - ベテランち、かべ、永遠
  - Forever（2025年3月22日、セシオン杉並）[97] - ナツ・ミート、今井チャンネル
  - Eternity（2025年3月28日、茨木市市民総合センター【クリエイトセンター】）[99]
- キャンパスチューン　トンツカタン森本×ダウ90000吉原×ベテランちによるトークライブ！（2025年4月25日、早稲田大学 大隈記念講堂）[106] - ベテランち
- べてちょ 〜あたしを彼女にしたいなら〜（2025年7月27日、梅田Lateral（ラテラル））[114] - ベテランち、かべ
- 東京2〜東京1、もうよくないですか？〜（2025年8月11日、ロフトプラスワン）[115] - ベテランち
- キッスエンドラン解散ライブ（2025年7月6日、四谷区民ホール）[109] - ベテランち、かべ、アイデア官僚